# Мухаммад-шах I Газі
Мухаммад-шах I Газі (урду محمد شاہ بہمنی; д/н — 21 квітня 1375) — 2-й султан держави Бахмані у 1358—1375 роках. Провів адміністративну, військову та грошову реформи, сприяв розбудові міст, активно воював з немусульманськими державами.

## Життєпис
Син Ала-ад-діна Бахман-шаха. 1358 року спадкував владу. Невдовзівимушенбув боротися з грабіжниками та зловживаннями місцевих феодалів, витративши частину свого панування на встановлення порядку у володіннях. Розділив державу на 4 провінції на чолі із тарафам (намісникам), яким заоронив давати притулку грабіжникам й заколотникам. Також наказав знищити мінял, що переплавляли золоті монети, чим зменшували її кількість. Загалом порядок в султанаті було встановлено до 1360 року. Також поліпшив дисципліну у  війську, розділив його за родами: кінноту, піхоту, слони,завершив формування тюркської гвардії.

Володіння Мухаммад-шаха I у 1375 році

. Водночас продовжив політику розширення володінь. 1361 року завдав поразки Капаї Наяку, правителю держави Мусунурі(в сучасній Андхра-Прадеш), який 1363 року визнав зверхність Бахманіда віддав султанові свій бірюзовий трон (тахт-е-фіроза), яким той замінив свій срібний трон. 1364 року захопив Голконду з навколишніми землями.

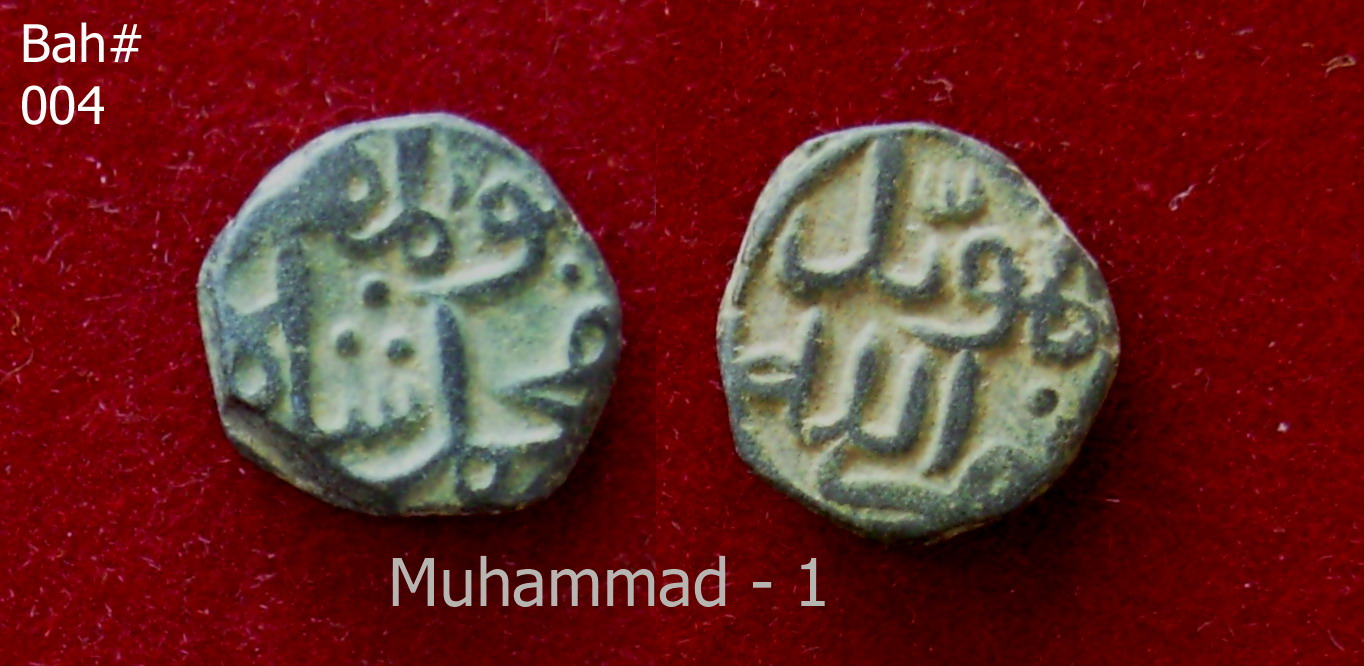
Мідна монета Мухаммад-шаха I

Запросив з Персії архітектора Рафі з Казвіна, який у 1367 році звів Велику мечеть (Шах Базар Масджид) в султанській столиці Гульбарга. Систематизував карбування монет, заснувавши монетний двір в Аколі. Тут карбували золоті динари (вагою 12,85 г), срібні танки (інші варіанти назви така,тохка) (вагою 11,02 г), мідні монети.
У 1366 році почав запеклу боротьбу проти воккаліга (союз каст вояків) Карнатаки, згідно історика Фірішти винищив від 400 до 500 тис. осіб та розграбував багатство, накопичене за 500 років. За це отримав прізвисько Газі. 1367 року завдав поразки Віджаянагарській державі, яка сплатила данину. Згодом проти нього повстав стриєчний брат Бахрам-хана Мазандерані, який отаборився в Даулатабаді. війна тривала декілька років, зрештою повсталі зазнали поразки й втекли до Гуджарату.
1374 року зазнав тяжкої поразки від Буккараї I, магараджахіраджи Віджаянагару. . Помер султан у 1375 році від надмірного вживання алкоголю. Йому спакудкував старший син Ала уд-Дін Муджахід-шах.